# Айзенберг (Тюрингия)
А́йзенберг или Э́йзенберг (нем. Eisenberg) — город в Германии, районный центр, расположен в земле Тюрингия.
Входит в состав района Заале-Хольцланд. Население составляет 11 154 человека (на 31 декабря 2010 года). Занимает площадь 24,85 км². Официальный код — 16 0 74 018.
Город подразделяется на 4 городских района.

## Фотографии

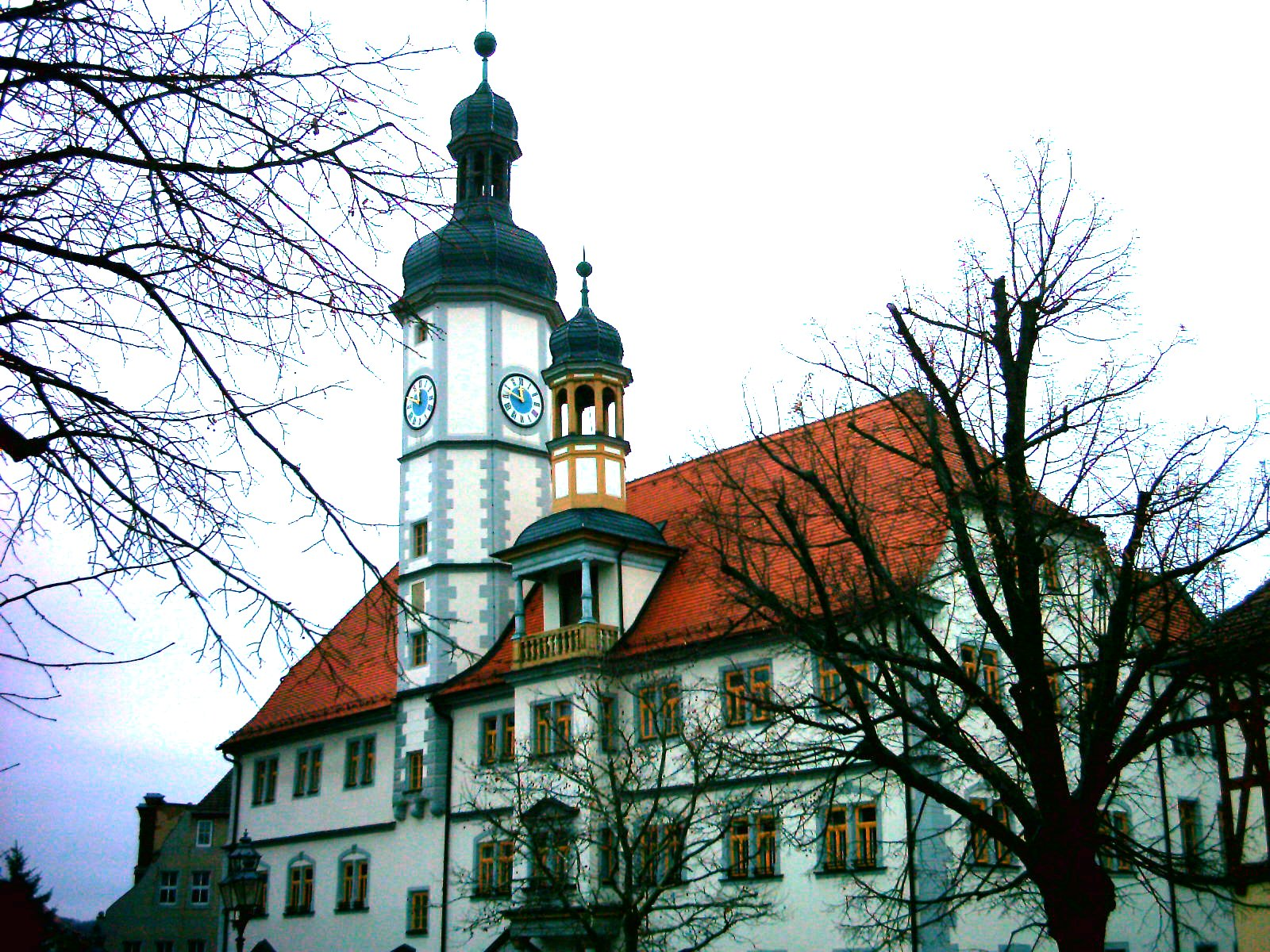
Ратуша
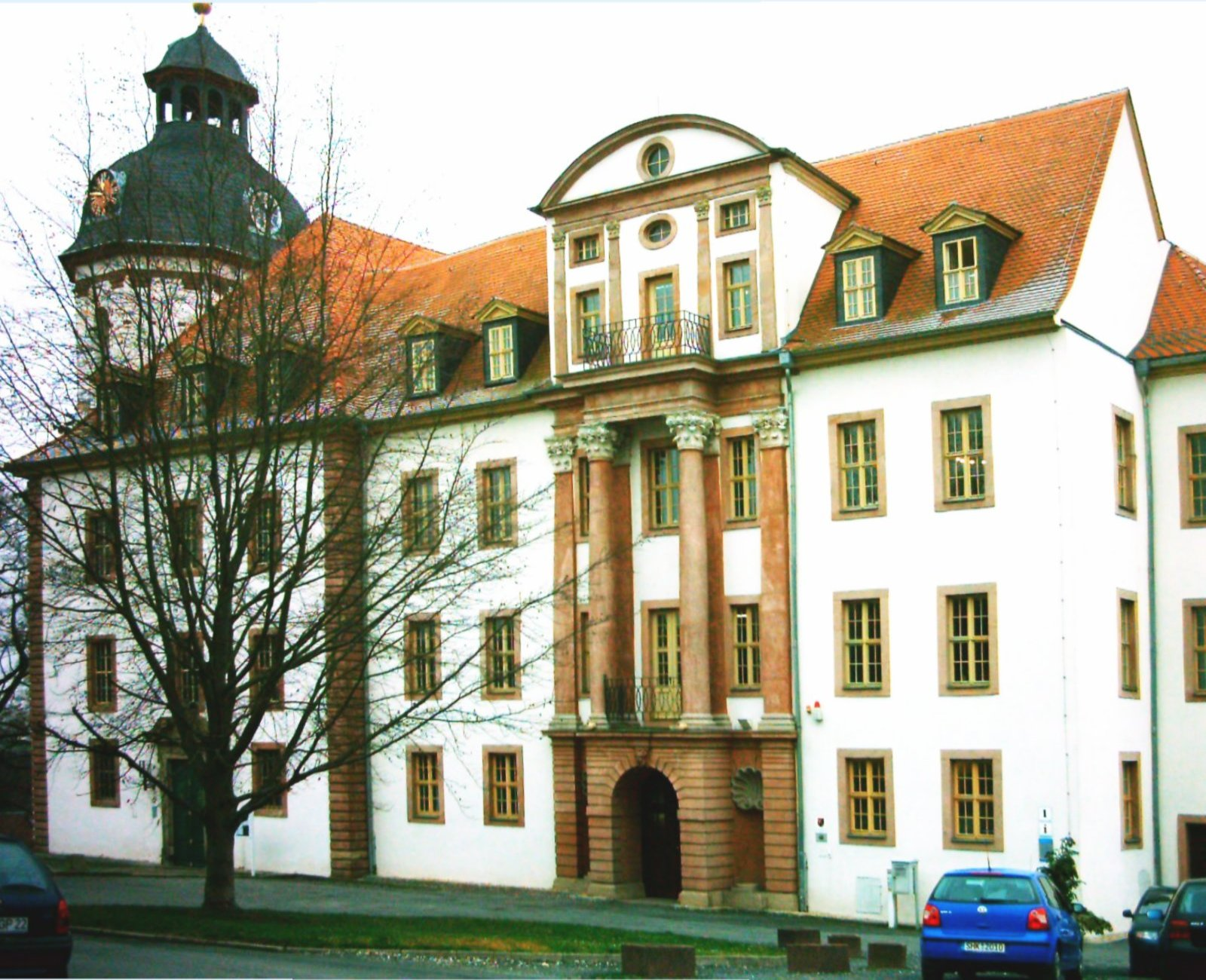
Замок
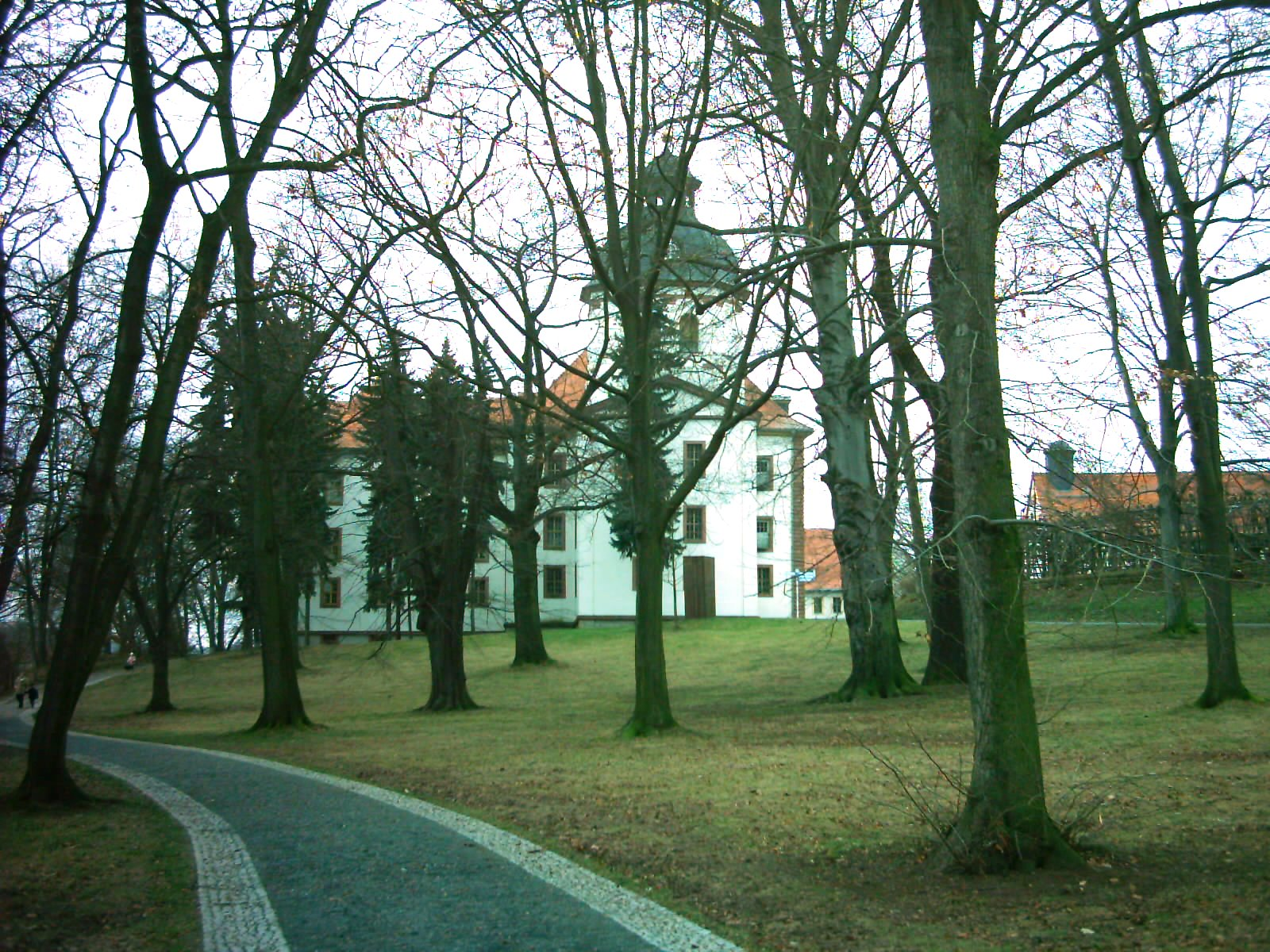
Замок
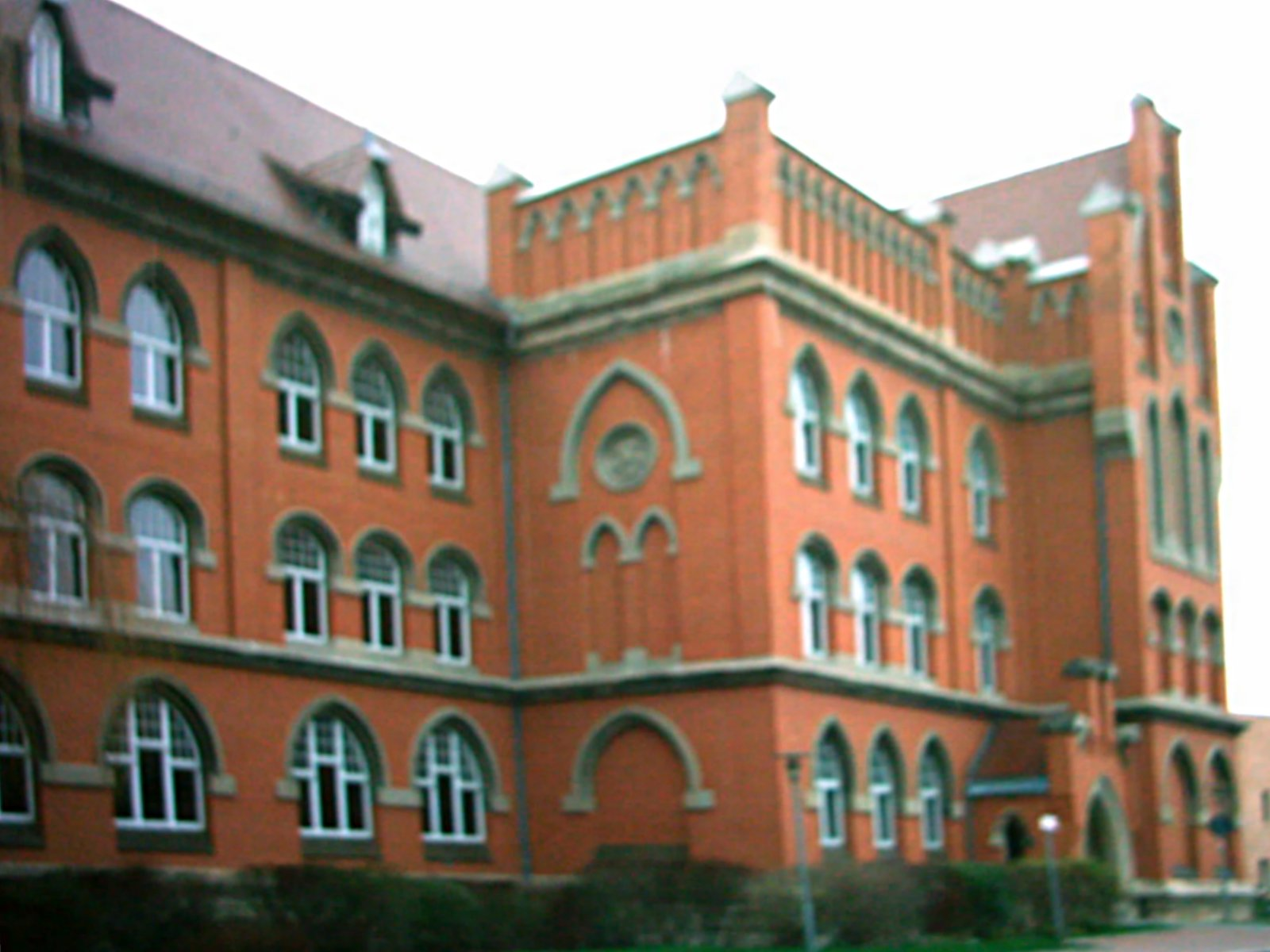
Гимназия Фридриха Шиллера
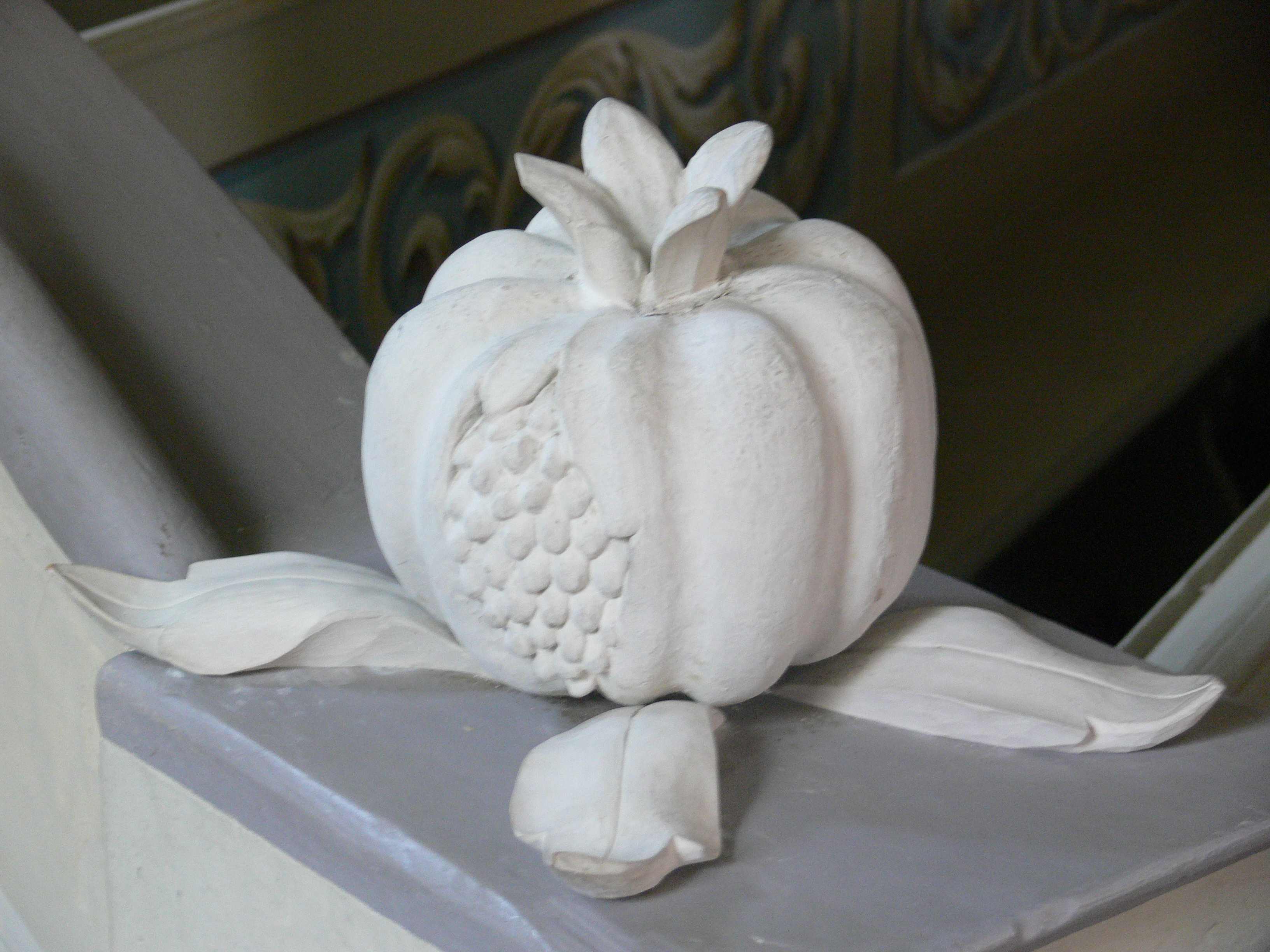
Гранат на кирхе